# Sant Aciscle de Perpinyà
Sant Aciscle de Perpinyà, Sant Aciscle, o Iscle, i Santa Victòria, és l'església parroquial del barri de Sant Aciscle, de la ciutat de Perpinyà, a la comarca del Rosselló, de la Catalunya del Nord.
És al sector occidental del centre entre els carrers de Pascal Marie Agasse, on hi ha l'accés principal, i del Cigne.
Està documentada l'existència d'una església de Sant Aciscle, desapareguda el 1932, en substitució de la qual s'havia creat posteriorment una capella privada, dedicada a sant Josep, en un immoble privat. El 1953 el bisbat adquirí gran part d'aquest immoble, i el 1956 es creava la parròquia de Sant Aciscle. Un cop creada i posada en mans del primer rector, mossèn Calvet, es va engrandir la capella perquè assumís el nou rol de parroquial del barri on es troba, a més de convertir la resta de l'antic immoble privat en Centre parroquial.
Tanmateix, a la part de l'immoble que no va ser mai venut hi subsisteix un negoci particular, per la qual cosa l'entrada a l'església roman al fons del pati davanter de la finca, cosa que fins ara no s'ha pogut afrontar. Hi havia hagut un intent de construir una església nova en uns terrenys propers, que van ser revenuts al cap d'un temps per la manca de projectes per a la nova església.